# ناحیه پارا
ناحیه پارا (به لاتین: Para District) یکی از ناحیه‌های کشور سورینام است. ناحیه پارا ۵٬۳۹۳ کیلومتر مربع مساحت و ۲۴٬۷۰۰ نفر جمعیت دارد.